# Studia theologica
Studia theologica (ISSN 1212-8570) je recenzovaný teologický čtvrtletník. Roku 1999 jej začaly vydávat Cyrilometodějská teologická fakulta Univerzity Palackého v Olomouci, Teologická fakulta Jihočeské univerzity a Teologická fakulta Trnavské univerzity v Trnavě. Od roku 2005 se k vydávání připojila i Katolická teologická fakulta Univerzity Karlovy.
Časopis je zařazen v následujících databázích:
- Central and Eastern European Online Library (plné texty)
- The Central European Journal of Social Sciences and Humanities
- ISI Web of Knowledge
- Scopus
- Seznam recenzovaných neimpaktovaných periodik vydávaných v České republice

Pod stejným názvem vychází i teologický časopis v Norsku s podtitulem Nordic Journal of Theology.

## Přehled předsedů redakční rady a odpovědných (výkonných) redaktorů
REdakce časpoisu je administrována redakční radou, do níž jsou z každé fakulty vydavatelského konzorcia jmenováni dva členové, vždy děkanem příslušné fakulty. Děkan CMTF v Olomouci, kde je časopis vydáván, jmenuje jednoho ze dvou těchto členů také předsedou redakční rady a zároveň také jmenuje výkonného (odpovědného) redaktora. 

### Předsedové redakční rady časopisu Studia theologica
- 1999 – 2003 : Eduard Krumpolc
- 2003 – 2006 : Richard Machan
- 2006 – 2014 : Vít Hušek
- 2014 – 2024 : Tomáš Parma
- od 1.7.2024 : Robert Svatoň

### Výkonní redaktoři časopisu Studia theologica
- 1999 – 2000 : Věra Štěpinová
- 2000 – 2007 : Lenka Zajícová
- 2007 – 2014 : Dominik Opatrný
- 2014 – 2018 : Pavel Dudzik
- 2018 – 2023 : Jan Černík
- 2023 – dosud : Jana Nováková